# Rastorguev Glacier
Rastorguev Glacier är en glaciär i Antarktis. Den ligger i Östantarktis. Nya Zeeland gör anspråk på området. Rastorguev Glacier ligger 268 meter över havet.
Terrängen runt Rastorguev Glacier är varierad. Trakten är obefolkad. Det finns inga samhällen i närheten. 